# Magnus Stenbocks staty
Magnus Stenbocks staty är en ryttarstaty av den svenske fältmarskalken Magnus Stenbock som står på Stortorget i Helsingborg. Statyn är ett verk av skulptören John Börjeson och avtäcktes den 3 december 1901. Den är en av ytterst få ryttarstatyer i Sverige som inte föreställer en kunglighet.

## Historia

### Tillkomst
Redan i början av 1800-talet fanns det planer att uppföra en staty över Magnus Stenbock i Helsingborg, till minne av den svenska segern över Danmark i slaget vid Helsingborg den 10 mars 1710. På 1840-talet startades en landsomfattande insamling för ändamålet, men denna gick så trögt att man efter 40 år bara hade fått ihop 9 000 kronor. Sedan ryttmästaren Sigfrid Wennerberg tagit ledning för insamlingskommittén gick det dock bättre och 1898 kunde man utlysa en pristävling med följande inbjudan: svenska konstnärer inbjudas härmed för att täfla om pris för skizzer till en ryttarstaty af Magnus Stenbock i Helsingborg.
Totalt inkom fyra förslagsmodeller av lera eller gips. För att juryn inte skulle påverkas av deltagarnas namn ombads konstnärerna att använda pseudonymer. Signaturen ”TOM”  (John Börjeson), vann första pris medan signaturen ”Flink och färdig”  (Carl Hammar) kom på andraplats. År 1899 tecknades kontrakt med Börjeson för tillverkningen av statyn. Slutpriset för ryttarskulptur och postament blev inklusive gjutning drygt 90 000 kronor, vilket skulle motsvara nästan 4 miljoner kronor i dagens penningvärde. Skulpturen göts i Stockholm av gjuterierna Otto Meyer och Aktiebolaget Förenade Konstgjuteriet och fraktades till Helsingborg med tåg i oktober 1901.

### Avtäckning och invigning

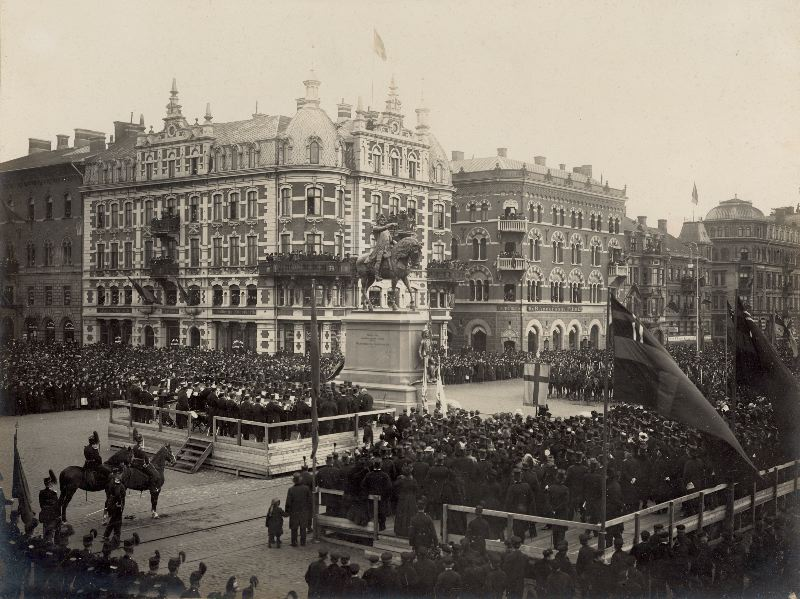
Avtäckningen av Magnus Stenbockstatyn den 3 december 1901. Sång- och musiktribunen i mitten, och hederstribunen till höger.

Statyn avtäcktes och invigdes den 3 december 1901 av landshövding Robert Dickson. Dagen inleddes redan klockan 8 med musik från Rådhustrappan av Skånska husarregementets musikkår under ledning av musikdirektör Olof Lidner, samt klockan 11 med gudstjänst i stadens båda kyrkor, Sankta Maria och Gustav Adolfs kyrka. Därefter samlades man klockan 12.30 runt statyn, där en skvadron ur Skånska husarregementet och ett kompani ur Norra skånska infanteriregementet paraderade. Dessutom hade man samlat samtliga elever från läroverket och folkskolorna under sina respektive fanor. Dessutom hade ett detachement ur Wendes artilleriregemente med artilleripjäser placerats på höjden vid Kärnan. Från Lunds universitet hade även kommit en deputation studenter som tillhörde Skånska nationen samt Helsingborg-Landskrona nation med sina nationsfanor. Bland de närvarande kunde bland andra ses Lunds universitets rector magnificus Magnus Blix, den svenske envoyén i Konstantinopel Otto Stenbock med flera släktingar till Magnus Stenbock samt statyns skapare John Börjesson. Dessutom deltog den tidigare landshövdingen Gotthard Wachtmeister, ledamöter från Länsstyrelsen, riksdagsledamoten Gustaf Tornérhjelm, justitierådet Ernst Herslow, mfl.
Runt statyn stod trupperna uppställda, med de Skånska husarerna till häst. Två läktare hade byggts kring statyn, en för sångarna och musikerna, den andra för de särskilt inbjudna hedersgästerna. Här märktes särskilt den tidigare chefen för Skånska husarerna general Gösta Bergenstråhle, översten och chefen för Skånska husarerna Ernst Grönvall, översten och chefen för Norra skånska regementet Waldemar Falkman samt ett flertal adelsmän med koppling till Skåne såsom Helmuth Wrangel, Carl Wachtmeister och Nils Trolle.  Invigningen inleddes med att en kör ackompanjerad av en militär musikkår sjöng Kungssången, varefter sjöngs den för tillfället komponerade kantaten av August Körling med ord av Daniel Fallström. En strof ur denna kantat lyder:
| ” | Evigt skall hans stolt stordåd brinna, strålande med Karlavagnens glans, hjältens, vilken kunde seger vinna, när ej något hopp för Sverige fanns. När i ljuset träda hjältedragen, gläd dig, svensk, att han en gång var vår, bed, att om den kommer, olycksdagen, du till hövding Stenbocks like får! | „ |

Därefter bad ryttmästare S. A. Wennerberg , som var ordförande i statykommittén, att landshövdingen skulle låta täckelset falla. När det skedde sköt artilleriet från höjden dubbel svensk lösen och trumpeter spelade fanfar samtidigt som trupperna på platsen skyldrade gevär. Därefter höll professor Martin Weibull ett tal om Stenbock, där han bland annat sa:
| ” | När trycket utifrån från alla sidor kännes allt starkare och allt högre manar Norden till enighet växer en gestalt sådan som Magnus Stenbock till betydelse, ej blott för ett, utan för alla Nordens land: han skymmer bort alla bittra minnen från splittringens dagar. De nordiska folkens öden äro gemensamma, det är för oss allt mer klart. Våra minnen skola också vara det. Vi hafva att lära af dem utan bitterhet. Och så skall Magnus Stenbocks minne lära oss alla nordbor att högre än allt annat sätta det att försvara oss sjelfva och vårt stora nordiska land. | „ |

Efter talet uppstämde man psalmen Vår Gud är oss en väldig borg varefter musikkåren spelade Finska rytteriets marsch och landshövdingen avslutade med att utbringa ett leve för Konungen, vilket besvarades med fyra hurrarop av de församlade. Vid ceremoniens slut nedlades kransar vid statyns fot från Dalregementet, Kalmar regemente, Lunds universitet, Lunds studentkår, Helsingborgs stad, Helsingborgs hantverkareförening, m.fl. Klockan 17 gavs festmåltid för 120 person på Hotell Mollberg vars festsal hade prytts med Stenbocks byst samt med flaggor och vapensköldar.
Efter ceremonien sände man telegram till konung Oscar II och kronprins Gustaf, vilka sände svarstelegram.
Telegrammet till Oscar II hade följande ordalydelse:
| ” | I det täckelset faller från den ärestod, som i Helsingborg blifvit rest öfver Magnus Stenbock, minnande om fosterländskt hjältemod i svåra tider, anhålla vi i känslan av fredens lycka, som hvilat öfver fosterlandet allt sedan Eders M:ts frejdade stamfaders tronbestigning få till Eders M:t frambära uppriktiga uttryck af djupaste tacksamhet samt undersåtlig vördnad och kärlek. | „ |

Konungens svar var:
| ” | Ehuru hindrad att närvara vid dagens minnesvärda högtid, gläder jag mig åt att Stenbocks minnesstod hädanefter skall pryda Helsingborgs stadstorg, alltid manande efterkommande att såsom han tjena och försvara älskadt fosterland. Oscar. | „ |

Dagen avslutades med att staden illuminerades från klockan 20 på kvällen, och vid 21 gick ett fackeltåg genom staden.

### Omplacering
När biltrafiken växte under 1950-talet började monumentets placering att orsaka problem. Beslutet togs därför att flytta statyn cirka 20 meter österut och samtidigt sänka den med 1,2 meter. Sänkningen skulle ske genom att fundamentet grävdes djupare ner i marken. Den 16 mars 1959 klockan påbörjades arbetet med flyttningen och skulpturen fördes på lastbil till kommunens förråd för översyn. Sockeln byggdes under tiden upp igen inne på Stortorget och den 14 maj 1959 kom statyn slutligen på plats.

## Utformning
Statyn av Stenbock är gjuten i brons och är 4,3 meter hög, 1,5 meter bred och 3,5 meter lång och väger 4 ton. Stenbock är klädd i karolinsk uniform med harnesk, älghudshandskar och höga kragstövlar. På huvudet bär han en trekornshatt. Statyn är menad att avbilda Stenbock i ögonblicket efter slaget vid Helsingborg. Fältmarskalken för ned svärdet i skidan som ett tecken på att striden är över och att den svenska segern är vunnen. Hästen är utformad i trav och har två ryttarpistoler i hölster vid varje länd. Börjeson hade ursprungligen tänkt att statyn skulle ha värjan riktad mot Danmark, men detta blev inte fallet då gesten ansågs som en onödig provokation. Statyn är även märkt på sin norra sida med konstgjutaren Otto Meyers signatur:
OTTO MEYER Fud. Sthm.
Samt på dess södra sida med konstnärens, John Börjesons dito:
J. BÖRJESON. FEC. 1901.
Statyn står på ett högt postament i granit som ursprungligen var 1,2 meter högre, men det grävdes ner djupare vid flytten från sin ursprungliga plats på 1950-talet. På postamentets södra sida står:
| ” | FOSTERLANDET ÅT MAGNUS STENBOCK SNILLRIK FÄLTHERRE, TAPPER KRIGARE ÄDEL MENNISKA, STOR I SEGERN, STÖRRE I OLYCKAN. | „ |

På dess norra sida står följande vilket hänvisar till hans militära segrar och civila ämbete:
| ” | NARVA 1700. GENERALGUVERNÖR I SKÅNE 1705-1711. HELSINGBORG 1710. GADEBUSCH 1712. | „ |

På postamentet finns även en mindre statygrupp visande två män som skall föreställa de uppbådade soldaterna i den svenska armén och syftar på historien om Måns Bock och hans skånska getapågar. Den ene av de två håller en fana och är beväpnad med en lie, samt har en kniv instucken i bältet. Den andre ligger på marken, utan skor, iklädd skjorta och knäbyxor och endast beväpnad med en yxa.
På postamenetes norra sida finns även en trofégrupp visande två eldrör (kanoner), den ena på en lavett samt ett flertal kanonkulor. Det är även på denna del av statyn som bildhuggarens signatur finns, vilken säger:
J. BÖRJESON
Det finns även en gjuteristämpel som anger:
A.B. För. Konstgjuterierna. 1901.

### Bilder

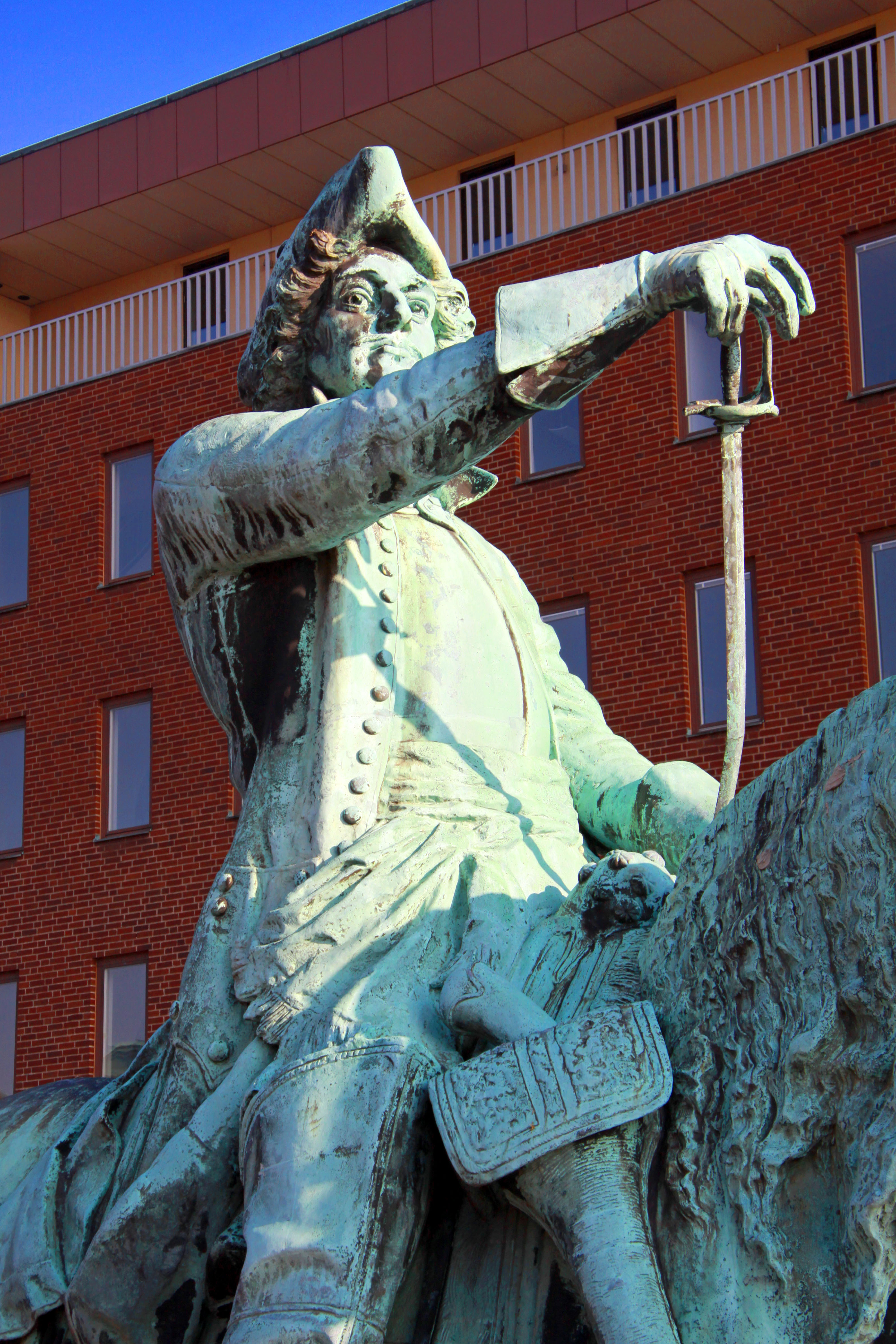
Närbild på Stenbock med rock, kyrass, värja samt ryttarpistoler i sitt hölster.
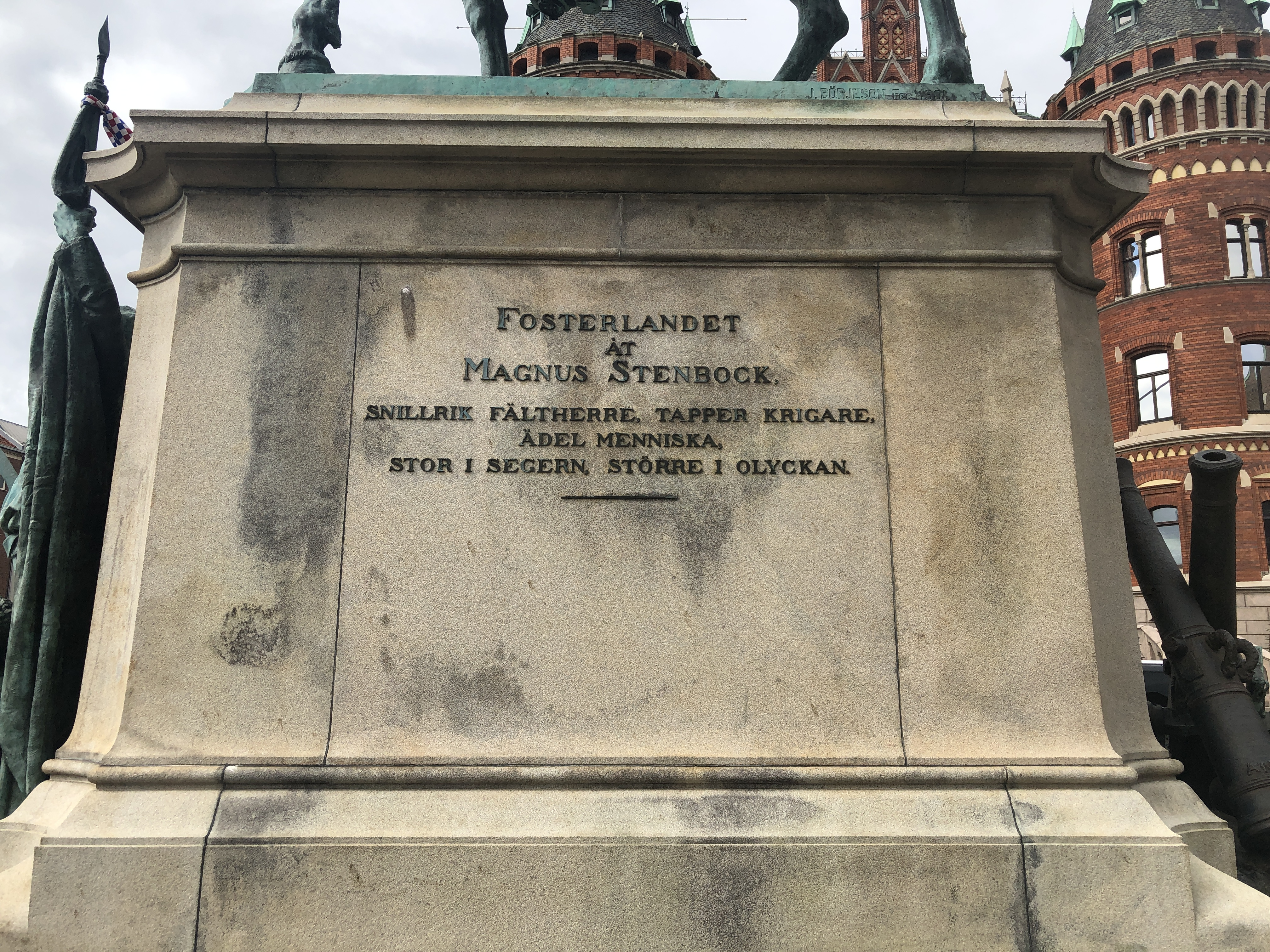
Postamentet med inskription mot söder.
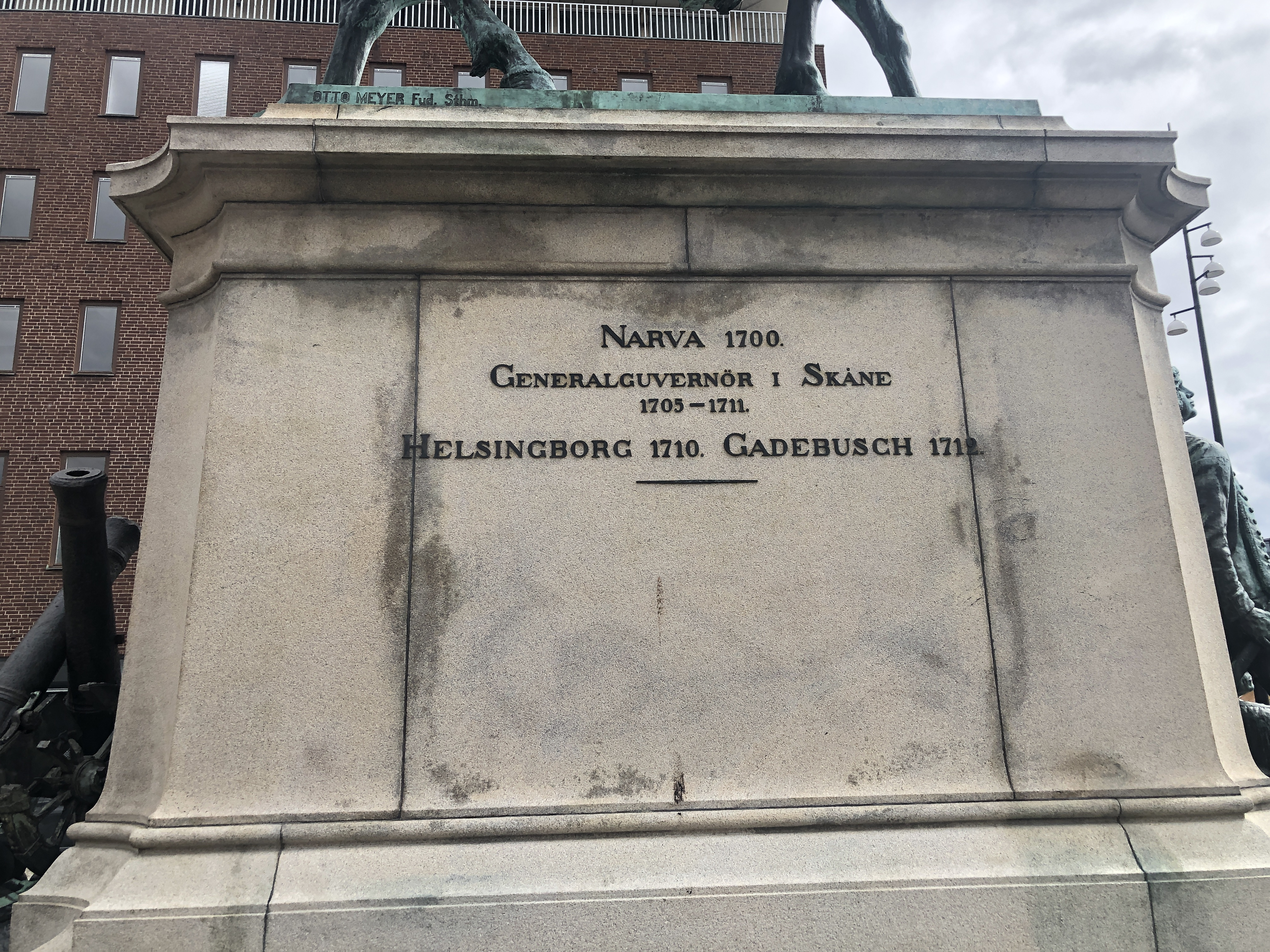
Postamentet med inskription mot norr.
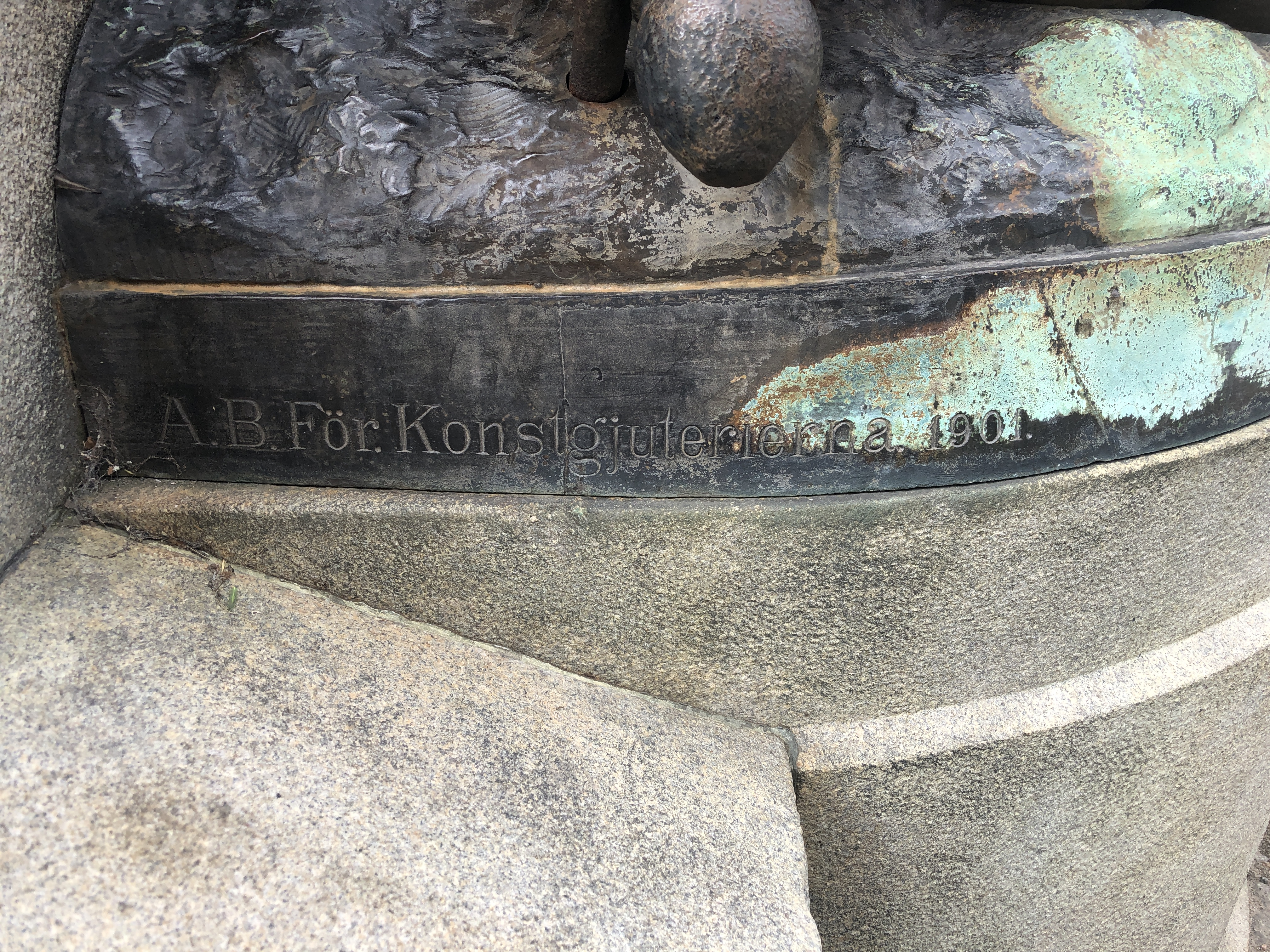
Gjuteristämpeln.
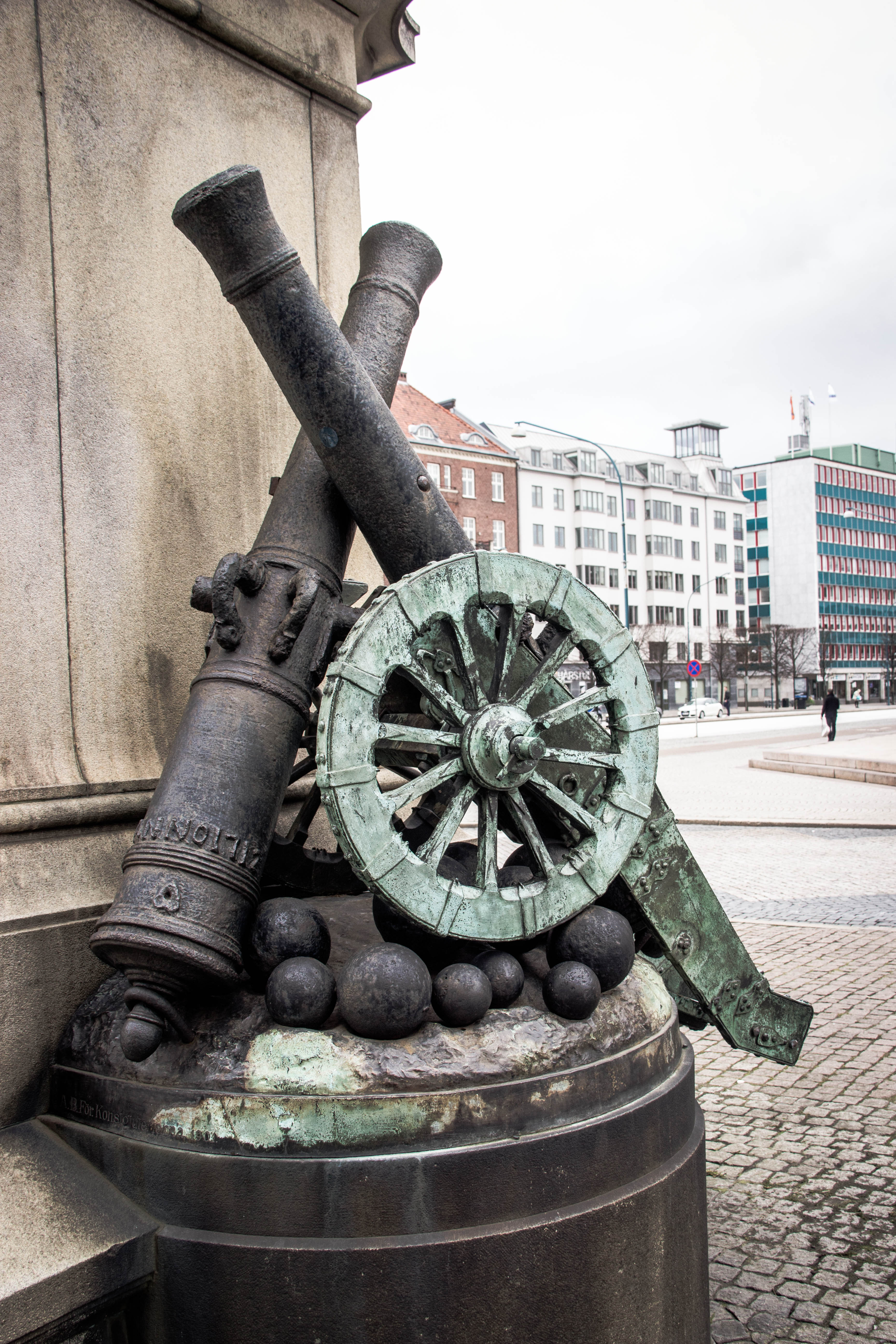
Trofégruppen
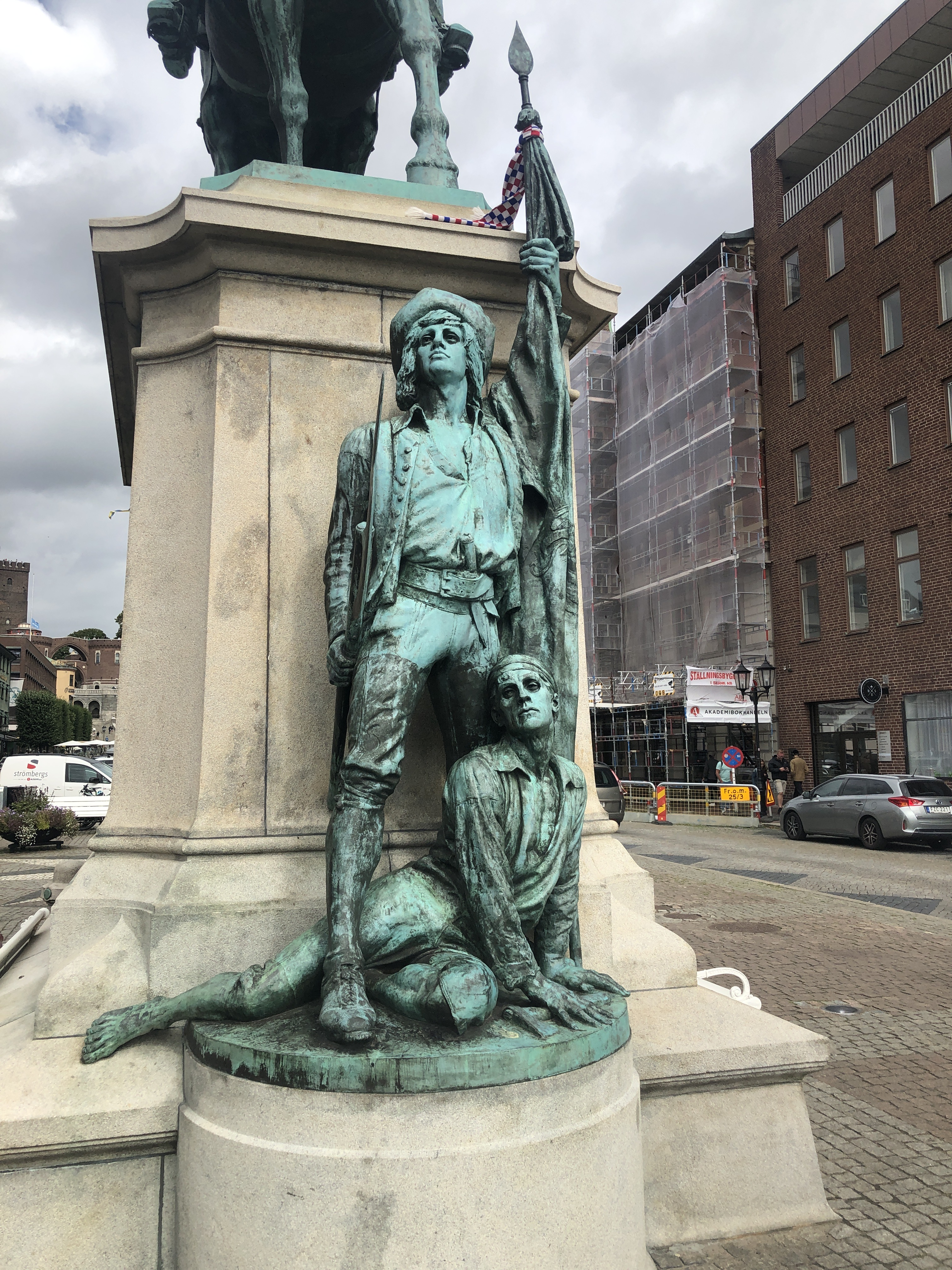
Sockelgruppen med Stenbocks Getapågar.

## Konservering
Sommaren 2020 konserverades statyn av metallkonservator Helena Strandberg. Dels skulle man ta bort fläckar av föroreningar orsakade av avgaser, vilket skedde genom att statyn blästrades försiktigt med aprikoskärnor, detta för att bevarade den ärgade bronsens patina. Stenbocks värja som fått sig en knäck lagades, och därefter vaxades statyn både till skydd och för att få en fin lyster. Arbetet var klart i september samma år.